# Prodasineura auricolor
Prodasineura auricolor – gatunek ważki z rodziny pióronogowatych (Platycnemididae). Występuje w południowo-wschodniej Azji; stwierdzony w Tajlandii, Laosie, Mjanmie oraz prowincji Junnan w południowych Chinach.